# Governance globale
L'idea di un possibile governo globale è una tesi che viene dibattuta in alcuni circoli intellettuali, è basata sull'osservazione che la crescente complessità di un mondo sempre più globalizzato potrebbe aver bisogno nel prossimo futuro di una qualche forma di ordinamento che agisca a livello globale.

## Lagovernanceglobale
Data la sostanziale anarchia che regola attualmente i rapporti internazionali, si pone la necessità di una forma concettualmente nuova ed operativamente inedita di regolamentazione su scala mondiale. La sempre più fitta interdipendenza internazionale, unita alla persistenza di realtà culturali, politiche e sociali frammentate, potrebbe essere gestita da una governance globale. Esistono a questo riguardo diverse strutture ideali, proposte dalle diverse scuole di pensiero. A partire da esse si possono ipotizzare probabili scenari del mondo globale.
Robert Keohane pone come primario il problema della legittimazione dei decisori globali, che attualmente non rispondono delle loro azioni, se non alle loro strette istituzioni (governo, popolo specifico).
James Rosenau parla di un sistema di regolamentazione che possa prevenire specifici problemi, come evitare le guerre e politiche di riequilibrio globale, come tra l'altro, sostiene anche Samuel Makinda. La costituzione di una governance globale, avrebbe una forma radicalmente diversa da quella della struttura nazionale. Infatti, se sul nascere di queste ultime organizzazioni, vi erano delle condizioni dove c'era l'interesse nazionale contrapposto a tutti gli altri, in un contesto globale si parlerebbe di un singolo autocontrollo umano.
Negli ultimi anni l'ONU propone questa visione attraverso i vari segretari che si sono succeduti ma, secondo gli studiosi, la presenza reale di uno Stato egemone come gli USA, non permette una visione in prospettiva democratica del mondo dalla maggioranza degli uomini.

## Le difficoltà di unagovernanceglobale
La natura non solo istituzionale del problema della gestione delle società globalizzate produce una pluralità di posizioni teoriche, spesso contraddittorie: 
1. Alcuni credono che sarà una naturale evoluzione della globalizzazione per cui non c'è bisogno di occuparsene. Dopo l'11 settembre, quando anche la nazione egemone ha subito un grave attacco, è diminuito il numero degli studiosi che sostengono tale tesi.
2. La prospettiva realista afferma che, sostanzialmente, le interconnessioni della globalizzazione non hanno cambiato la funzione delle nazioni che resterebbero gli unici attori globali, con tutti i problemi di disuguaglianza che ne conseguono, nell'anarchia internazionale dove i più forti si comportano da egemoni.
3. Un'ultima prospettiva è rappresentata dalle interpretazioni neomarxiste per le quali la globalizzazione rappresenta il progetto statunitense di dominio globale.

## Diverse concezioni digovernance

L'attuale estensione dell'Unione europea.

Quattro sono i modelli di governance globale:
1. L'internazionalismo liberal democratico – che prefigura al centro le nazioni, ma regolate da un potere politico legittimo basato su principi di democrazia rappresentativa.
2. La democrazia radicale – che pone al centro i movimenti globali, dotandoli di potere politico e favorendo una democrazia che vada dal basso verso l'alto.
3. La democrazia cosmopolita – che pone una sovrastruttura globale ai poteri regionali, nazionali e locali.
4. La democrazia multipolare – che giudica utopica quella cosmopolita, pone l'importanza su organi regionali sopranazionali simili all'Unione europea.

## Modelli di sovranità
David Held individua tre modelli, ognuno dei quali si associa ad una fase storica avente una sua forma di sovranità.

### Il modello classico
Dopo la pace di Vestfalia, gli stati nazionali sono stati convenzionalmente accettati come organizzazioni sovrane su un dato territorio e popolo. In questo modello restano delle lacune per quanto riguarda la regolazione dei rapporti internazionali, che resterebbero in uno scenario anarchico, dove ogni stato persegue il proprio interesse nazionale. In questa anarchia globale i più forti primeggerebbero sui più deboli.

### Il modello internazionale liberale
Successivo al modello classico, dove si è assistito a come una sempre più forte interdipendenza fra nazioni, ha fatto in modo che si sviluppassero delle convenzioni universali che, di fatto, regolano l'operato dei governi. Held classifica come limiti a tale modello, tre principali fattori:
- Queste convenzioni che regolano dei paesi sostanzialmente diversificati economicamente e politicamente, non assicurano un democratico rimodellamento dell'anarchia internazionale.

A parte i successi significativi come la Dichiarazione universale dei diritti umani, ci sono anche dei clamorosi insuccessi come il protocollo di Kyoto, bocciato dagli USA che così facendo, ne hanno, di fatto, annullato la ragione d'esistere
- Esso non regola opportunamente i processi socioeconomici internazionali.
- L'unico obbiettivo che si pone tale modello è limitare l'abuso dei governi nell'esercizio delle loro funzioni a livello globale, ma lascia insoluti i problemi sociali e le disuguaglianze economiche.

### Il modello cosmopolitico
Held, al riguardo, espone quali sono i criteri su cui si potrebbe basare un futuro modello cosmopolitico di governance globale:
1. Principio di derivazione illuministica – Ogni essere umano è formalmente uguale a un altro.
2. Principio dell'agire attivo – La potenzialità di agire nell'interesse privato e pubblico di tutti i cittadini.
3. Principio di responsabilità – Che pone i governatori responsabili nei confronti dei governati.
4. Principio del consenso – Le decisioni devono essere basate su un democratico consenso.
5. Il principio della formazione collettiva delle decisioni – Adozione di un sistema di maggioranza.
6. Principi di inclusività ed esclusività – I criteri stabiliti per la partecipazione, e il forte decentramento del potere per permettere un potenziale decisionale generale.
7. Principi della soddisfazione dei bisogni – Con una definizione delle priorità globali.

In base a questi principi, si potrebbe dar vita ad un assetto politico mondiale più responsabile, strutturato su più livelli e che con tassazioni e politiche economiche crei la strada per uno sviluppo sostenibile planetario democratico e eguale. Questa strada non è necessariamente quella che si prenderà, ma è un modello possibile che dovrebbe ispirare le politiche e le società attuali del globo.

## La critica realistica al cosmopolitismo
Stephen Krasner è fautore di un'importante critica al cosmopolitismo, che schematizza in 9 punti fondamentali:
1. Lo Stato non sta perdendo la sua sovranità in conseguenza alla globalizzazione, ma è da sempre che rischia di perderla.
2. La sovranità non è vera nella sua accezione assoluta data l'interdipendenza globale, non solo oggi a causa della globalizzazione, ma è così da sempre.
3. Non è la pace di Westfalia ad aver fondato lo stato moderno, ma ci sono processi storici successivi che hanno contribuito significativamente a costruirlo.
4. Neanche l'accettazione di regimi dei diritti umani è una novità della globalizzazione, già in passato molti stati hanno subito richieste di stato egemoni.
5. Il controllo dello Stato sul suo territorio non è diminuito, grazie alle tecnologie sempre più sofisticate.
6. È accettata la tesi per cui il potere statale è in una fase di cambiamento delle proprie funzioni.
7. Anche il fatto che le organizzazioni non governative riescano sempre più a influenzare le decisioni degli stati è accettato.
8. Vero anche che la sovranità statale blocchi la risoluzione di conflitti.
9. Infine è vero che esempio determinante per una efficace governance mondiale, è l'Unione europea.

Se da un lato la critica è molto utile e colma bene i vuoti della democrazia cosmopolita, dall'altro lato non convincono alcune tesi come la non imitabilità dell'Unione europea da parte di altre regioni del mondo.

## Il modello liberal democratico
Questo modello propone di instaurare la democrazia liberale oltre i confini nazionali, con un accento specifico sul problema dell'accountability (Responsabilità politica), quindi sul come gestire in maniera democratica la responsabilità dei decisori nei confronti di chi subisce le decisioni.
Keohane critica i cosmopolitici definendo la loro teoria attraente ma utopica, in quanto il sistema mondo è piuttosto unificato economicamente e continua a farlo sempre di più, ma la società non è unica, ma anzi, è molto sfaccettata e presenta anche casi estremi antietici ad una governance globale unica. Presuppone invece, una società che sarebbe parziale invece che globale.

## L'accountability
Motivi chiave per cui è necessaria un'accountability responsabile:
1. l'autorizzazione ad agire nel nome di un popolo
2. rendere conto dell'impiego liquido delle tassazioni
3. essere responsabile nei confronti di chiunque è influenzato da una decisione.

Il terzo punto è una delle novità di un sistema inedito che è quello globale, e anche se appare irraggiungibile data l'opposizione dei governi, la richiesta generale di questo punto sarà sempre maggiore. In primo luogo le grandi organizzazioni internazionali come ONU, WTO e FMI sono chiamate a rispondere del loro operato, che oggi è pressoché unilaterale o quasi. Il modello liberal democratico, appare dunque più fattibile, ma meno ambizioso.

## Modello poliarchico
Questo modello, proposto da Alberto Martinelli, tende a mettere assieme i fattori principali di tutti i modelli precedenti. Il mondo è visto come un sistema unico e l'uomo come cittadino con più livelli di cittadinanza, che da quella globale arriva fino a quella locale.
Multipolare con un rafforzamento delle regioni su modello UE che permette un maggiore equilibrio politico nel contesto globale.
Multilivello nel senso che gli Stati nazionali restano organizzazioni centrali, ma si sovrappongono istituzioni regionali che non limitano, ma si aggiungono al potere nazionale.
Multilaterale con il potenziamento delle organizzazioni non governative in modo che possano democraticamente interagire con i poteri decisionali e influenzarne l'operato.
Il modello cosmopolita, come orizzonte lontano a cui mirare, ma da raggiungere in varie fasi. Ma perché questo processo possa essere realmente applicato c'è bisogno che si sviluppino dei punti chiave quali:
1. Stipulare regole che siano coerenti con i valori condivisi dalla maggioranza.
2. La creazione di una cooperazione continua tra gli attori globali.
3. Lo sviluppo regionale tipo UE.
4. Rafforzamento politico delle realtà internazionali come UE, ONU.

## Assetti politici della società internazionale

I Paesi evidenziati in blu vengono definiti "Democrazie Elettorali" nel rapporto di Freedom House del 2016.

La mappa riflette le conclusioni dell'inchiesta della Freedom House del 2010, relativa allo stato della libertà nel mondo nel 2009.

Michael Walzer espone 7 possibili assetti politici nella governance globale.
1. Stato mondiale unificato – Potenzialmente tirannico
2. Impero globale – Stato egemone, quindi gli USA, ma si presenta sconsigliabile a causa della persistenza delle disuguaglianze economiche e sociali tra chi è avvantaggiato e chi è nella “periferia”.
3. Stati uniti del mondo – Garantirebbe l'eguaglianza di diritti e doveri, ma non saprebbe far fronte in maniera adeguata alle disuguaglianze economiche e di potere.
4. Anarchia mitigata da poteri sopranazionali – Quindi pressoché il modello poliarchico, con maggiore forza ad organizzazioni internazionali e sopranazionali come ONU e UE.
5. Regime della società civile – Con al centro i movimenti internazionali, che acquistino democraticamente potere politico e che siano garanti del corretto funzionamento del sistema mondo. Presentano il problema di reagire alle conseguenze e non di prevenirle o di costruire proposte alternative oltre ad essere poco efficaci negli atti decisionali a causa della fondamentale democrazia diretta che viene adottata.
6. Sistema internazionale di Stati sovrani – Quindi il rafforzamento di organizzazioni come l'ONU, l'FMI e il WTO. che però lasciando elevato potere di sovranità non permette l'effettivo rispetto di tutti i membri dei principi umani oltre a non diminuire le disuguaglianze.
7. Anarchia internazionale – Ha il vantaggio che gli Stati autonomamente sono capaci di difendere eccellentemente gli interessi locali, ma l'interesse nazionale in un quadro anarchico, porterebbe inevitabilmente alla guerra a causa dei contrasti nazionali.

Il quarto appare come il migliore in base al fatto che non intacca la nazionalità pur creando un potere globale, che però non sarà tirannico in base al principio del potere controlla il potere.

## Gli scenari possibili della politica mondiale
(David Held: Ridefinire la governance globale : apocalisse subito o riforma)
I vantaggi egemoni degli USA, nel settantennio 1945-2015, furono:
1. Primato della ricerca.
2. Primato del potere militare.
3. Egemonia culturale capace di influenzare il mondo.
4. Economicamente hanno determinati vantaggi rispetto agli altri Paesi grazie alla loro influenza sulle organizzazioni economiche internazionali, ma d'altra parte il debito pubblico crescente e le economie cinese e indiana intaccano sempre di più il loro ruolo leader.

La politica USA degli ultimi anni, ha prodotto molte resistenze a livello globale: dopo gli attentati dell'11 settembre 2001 da parte del fondamentalismo islamico, e con l'allontanamento istituzionale degli storici alleati europei durante l'avvento della guerra in Iraq, "assistiamo al crollo del modello deregolamentato neoliberista, al suo fallimento storico, ma questo non deve indurci a credere che anche la globalizzazione sia arrivata al capolinea. I processi sociali e le strutture che da questi derivano sono costruiti da differenti agenti sociali, ne riflettono le idee, gli orientamenti politici, gli interessi materiali e simbolici. Anche il periodo della globalizzazione neoliberista e il sistema della massima deregolamentazione e del minimo controllo sono stati attivamente costruiti da alcuni attori. Il cedimento dell’edificio neoliberista, costruito sulla convinzione che l’interesse personale e privato fosse il modo migliore per sorreggere l’edificio e gestire l’autoregolamentazione degli inquilini, porterà alla costruzione di un altro edificio (...) La prova sta nel fatto che alcuni Paesi (...) hanno adottato con attenzione e molto scrupolo il modello suggerito, e come risultato hanno ottenuto un considerevole abbassamento della crescita economica generale rispetto al periodo in cui non adottavano quel modello, che ha portato con sé alti livelli di disuguaglianza sociale e una povertà crescente. Altri Paesi, invece, che hanno resistito a questo modello per ragioni politiche, per una forte mobilitazione interna o perché sufficientemente forti da poter rifiutare un gioco le cui regole erano stabilite altrove, hanno ottenuto risultati più positivi. Cina e India, per esempio, sono Paesi che hanno integrato le proprie economie all'interno dell’economia globale con molta prudenza e cautela e che hanno usato politiche decisamente selettive, proteggendo alcuni settori industriali fino al momento in cui non hanno sentito di essere pronte per affrontare la competizione, riuscendo così a trarre profitto dalla globalizzazione senza cadere nella trappola della volatilità e degli shock subìti da altre economie nazionali".

## Fattori che favoriscono ed ostacolano lagovernanceglobale
La gestione della governance è caratterizzata da ostacoli e opportunità:
- Fattori negativi:

1. Attori potenti come gli USA non hanno interesse a perdere democraticamente il ruolo di leader globali.
2. Le organizzazioni internazionali come ONU, WTO e FMI, anche se hanno favorito dei processi di sviluppo, sono allineati con le politiche degli Stati maggiori, soprattutto con gli USA.
3. Le disuguaglianze nel mondo tendenzialmente non diminuiscono, spesso si aggravano[10].
4. Emergono nuove fazioni fondamentaliste che minano il desiderio di un mondo globale.
5. Nei Paesi democratici si afferma una costante diminuzione della partecipazione, questo comporta minore fiducia nella democrazia, anche intesa come ideologia globale.
6. Esistono molti Paesi non democratici che per definizione non cercano certo il dialogo democratico internazionale, che minerebbe il loro essere autoritari.
7. Infine risulta difficile ripetere il processo democratico che è avvenuto negli Stati nazione, a causa della mancanza effettiva di un potere a cui forze sociali si contrappongono e trattano il loro potere politico contro le decisioni indiscriminate.

- Fattori positivi:

1. La crescente consapevolezza di un destino comune da sempre più uomini sulla Terra e quindi un senso crescente di appartenenza a un sistema globale.
2. Il lento ma costante formarsi di attori internazionali sociali, che favoriscono l'interazione sociale senza intaccare libertà e culture locali.
3. La nascita di poteri sopranazionali come l'Unione europea che porta a un ridimensionamento degli attori globali oltre che un multilateralismo più efficiente nei confronti dei poteri egemoni.
4. La generale crescita culturale che porta al rispetto delle altre culture e al fertile confronto con esse.